# 蘭陽渓

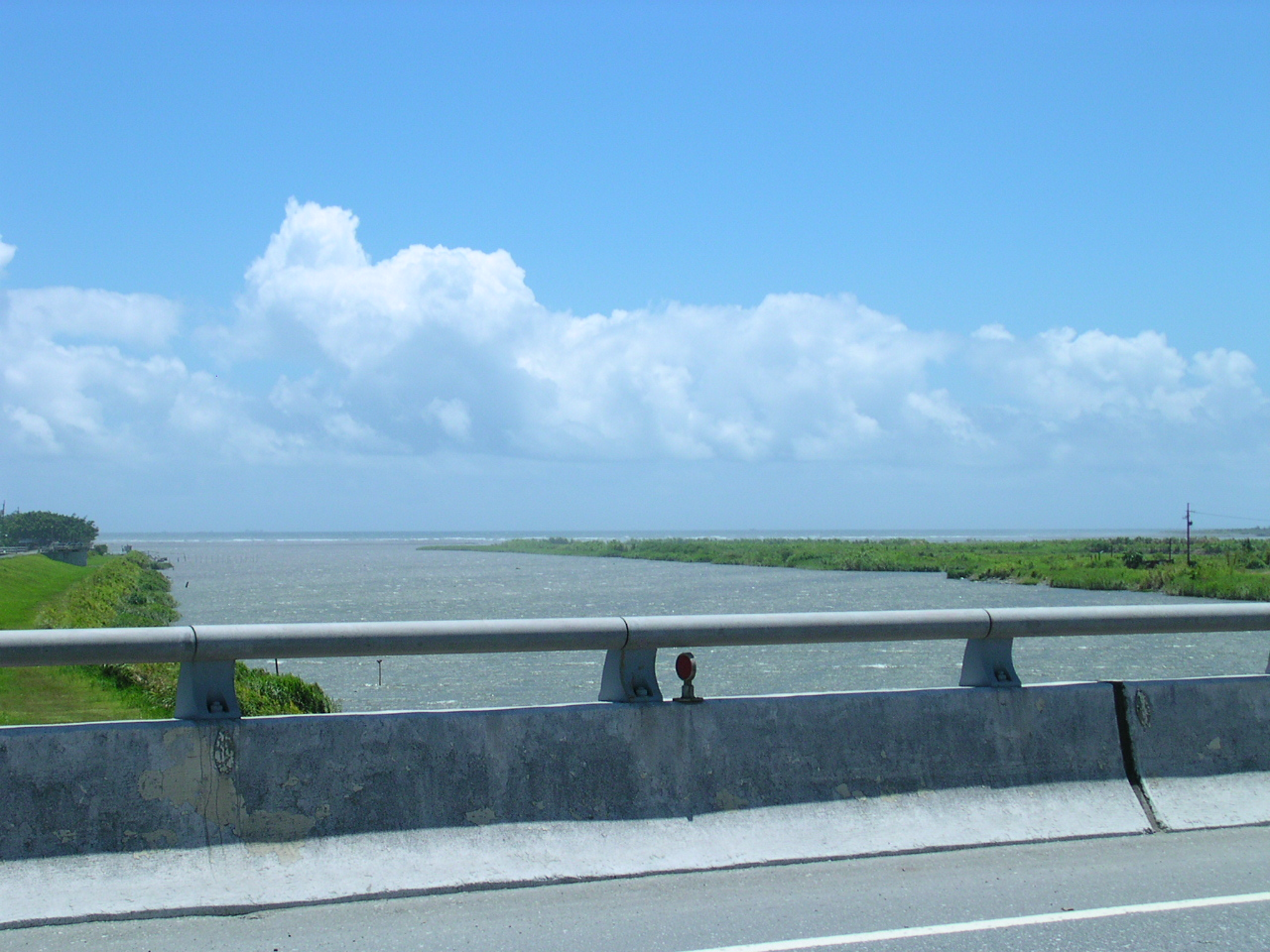
噶瑪蘭大橋から河口方向

蘭陽渓（らんようけい）は、台湾北東部の宜蘭県を流れる河川。宜蘭濁水渓とも呼ばれる。蘭陽平原を流れる宜蘭県で最も主要な河川であり、全長は73kmある。

## 地理
中央山脈の南湖大山の北麓、宜蘭県大同郷の区域にある思源埡口に源を発する。大同郷全域を貫き、牛鬥付近から蘭陽平原に入り、三星郷、員山郷、五結郷、宜蘭市、壮囲郷と流れ、河口からさほど遠くない噶瑪蘭大橋付近で、宜蘭河と冬山河という二つの支流を合わせ、太平洋に注ぐ。
蘭陽渓の支流のうち、本川の北側は雪山山脈を源とし、南側は中央山脈を水源としている。これらの支流を含めた蘭陽渓の流域は、宜蘭県のほぼ全ての郷鎮市を網羅し、その面積は978平方キロに及ぶ。このうち、山地が652平方キロ、平地は326平方キロとなっている。

## 支流
- 宜蘭河（中国語版）
- 冬山河（中国語版）
- 羅東渓
- 清水渓
- 粗坑渓
- 芃芃渓
- 大湖渓
- 大礁渓
- 小礁渓
- 五十渓